# 佘立
佘立（1537年—1599年），字季禮，號樂吾，廣西柳州衛官籍柳州府馬平縣人，明朝政治人物。

## 生平
嘉靖三十七年（1558年）戊午科廣西鄉試第一名舉人。嘉靖四十一年（1562年）中式壬戌科會試第二百四十四名，二甲第四名進士。授户部主事，榷稅滸墅鈔關，秩满，調禮部儀制司員外郎，出为廣東提學僉事，歷山東右參議，萬曆二年（1574年）五月陞本省副使、提調學政，五年六月升本省左參政，開闢泰安屯田千余頃。調福建，萬曆七年（1579年）十一月，由福建右參政陞貴州按察使。丁母孫太淑人憂歸，十一年十二月復除江西按察使。萬曆十三年（1585年）五月陞山東右布政使，遷浙江左布政使，數月後升右副都御史、巡撫應天。萬曆十六年（1588年）六月，陞南京大理寺卿，以京察去職。萬曆二十二年起官兵部右侍郎，以甘镇克捷功，加正二品服俸。晋左侍郎，协理京营戎政，二十七年三月自陳致仕，五月至桐城而卒，年六十三。

## 家族
其先湖廣孝感人，六世祖思誠戍柳州衛，遂定居。曾祖佘幹，貢士；祖父佘崇鳳，舉人、合州知州；父佘勉學，嘉靖癸未進士，福建按察使。嫡母羅氏（封孺人）；生母孫氏。慈侍下。兄佘齊（监生）、佘亶（推官）、佘玄（通判）、佘方。佘立五子：汲之、江之、沇之、冲之、泌之。
有兄佘玄，近年有墓志铭出土。